# Wolfgang Rindfleisch

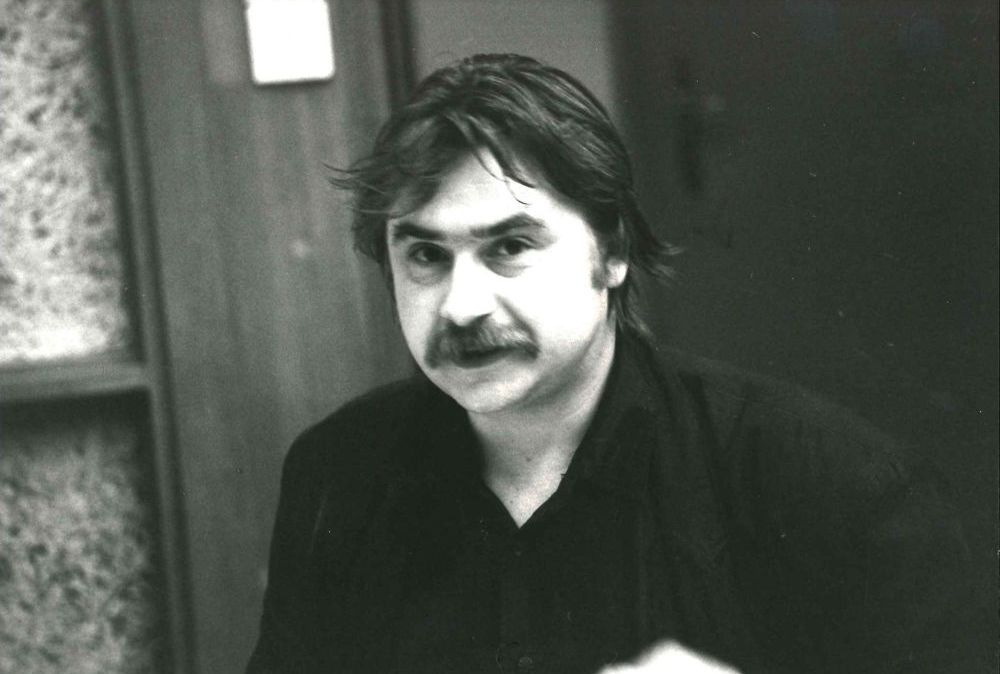
Der Regisseur Wolfgang Rindfleisch in einer Porträtaufnahme des Berliner Fotografen Werner Bethsold.

Wolfgang Rindfleisch (* 1954 in Greifswald) ist ein deutscher Hörspielregisseur.

## Leben
Wolfgang Rindfleisch studierte Theaterwissenschaft in Ost-Berlin. Von 1983 bis 1990 war er Dramaturg, Regieassistent und Regisseur beim Rundfunk der DDR. Seit 1991 arbeitet er als freischaffender Regisseur.
1996 wurde seine Inszenierung von Fritz Rudolf Fries’ Frauentags Ende oder Die Rückkehr nach Ubliaduh mit Manfred Krug und Winfried Glatzeder in den Hauptrollen (Prod.: MDR 1995) mit dem renommierten Hörspielpreis der Kriegsblinden ausgezeichnet. Der Kritiker Frank Olbert nennt Frauentags Ende ein „wunderbar leichthändiges Hörspiel“.
Ebenfalls 1996 wurde seine Hörspielbearbeitung Uhrwerk Orange (nach Anthony Burgess, A Clockwork Orange) mit dem Kurd-Laßwitz-Preis als bestes Science-Fiction-Hörspiel des vorangegangenen Jahres ausgezeichnet (Erstsendung am 7. November 1995 im MDR).

## Hörspiele und Features (Auswahl)
- 1989: Wolfgang Rindfleisch: Laienspiel und Profikrimi (zusammen mit Katrin Panier, Rundfunk der DDR)
- 1989: Carl-Christian Demke: Franz (Funkhaus Berlin)
- 1990: Peter Goslicki: Die Alternative (Funkhaus Berlin)
- 1990: Heiner Müller: Die Hamletmaschine, Musik: Einstürzende Neubauten (Funkhaus Berlin)
- 1991: Jochen Berg: Siegfriedidyll. Das Minenfeld (Funkhaus Berlin)
- 1991: Paul Zech: Das trunkene Schiff (Funkhaus Berlin)
- 1991: Thomas Fuchs: Lisa (Kinderhörspiel – Funkhaus Berlin/SFB)
- 1992: Christoph Martin: Bunker (ORB/MDR)
- 1992: Heiner Müller: Angaben des Dichters Heiner Müller zur Person (DS-Kultur)
- 1992: Heiner Müller: Mauser (DS-Kultur)
- 1992: Heiner Müller: Philoktet, Musik: Gudrun Gut (DS-Kultur)
- 1993: Jörg-Michael Koerbl: Totenmesse (MDR/WDR)
- 1994: Dirk Brauns: Paradebeispiel (DLR)
- 1994: Jan Faktor: Das Selbstbesudelungsmanifest fünf tapferer Literaturrevoluzzer (SFB)
- 1995: Anthony Burgess: Uhrwerk Orange, Musik: Trötsch (MDR)
- 1995: Fritz Rudolf Fries: Frauentags Ende oder Die Rückkehr nach Ubliaduh (MDR)
- 1995: Rolf Gozell: Wir können nicht anders (DLR/ORB)
- 1996: Thomas Brussig: Helden wie wir, Musik: Trötsch (MDR/SDR)
- 1996: Heiner Müller: Ajax zum Beispiel, Musik: FM Einheit und Alexander Hacke (DLF/MDR)
- 1997: Eberhard Petschinka Till fragment, Musik: Trötsch (ORB)
- 1998: Peter Wawerzinek: Fallada, ich zucke, Musik: Trötsch (SRF/ORB)
- 1999: Bert Papenfuß: Batachemer Blut, Produktion und Musik: Trötsch (DLF)
- 1999: Rolf Gozell: Prinzessin Maria vom Meere (Kinderhörspiel – DLR Berlin)
- 2000: Hermann Harry Schmitz: Katastrophen! (Eigenproduktion mit Trötsch)
- 2000: Peter Wawerzinek: Das Meer an sich ist weniger – Ein musikalischer Bilderbogen (DLF)
- 2001: F. Scott Fitzgerald: Ein Diamant – so groß wie das Ritz (SWR)
- 2002: Rolf Gozell: Die drei Recken mit Margit Bendokat, Alexander Beyer, Milan Peschel u. a., Musik: Dieter Beckert, (DLR Berlin)
- 2002: Christian Blees: Hier spricht Hollywood
- 2002: Steven Greenhorn: Passing Places (MDR)
- 2002: Tobias Barth: Die Freuden und Leiden des jungen P. (Feature – MDR)
- 2003: Stefan Amzoll: Putze Polina (DLR)
- 2003: Holger Böhme: Spritztour mit Leichenwagen (DLR)
- 2003: Heiner Müller: Die Umsiedlerin oder Das Leben auf dem Lande (MDR)
- 2003: Gebrüder Presnjakow (Oleg und Wladimir): Europa – Asien (DLF)
- 2003: Manfred Zauleck: Die Reise nach Baratonga (Kinderhörspiel – DLR Berlin)
- 2003: Stefan Amzoll: Putze Polina (Hörspiel – DLR)
- 2004: Jens Sparschuh: Herzblut (MDR)
- 2005: Sabine Bohnen, Bernd Breitbach: Charlies Himmelfahrt (DLR)
- 2005: Fritz Rudolf Fries: Don Juan in den Lüften (MDR)
- 2005: Carey Harrison: Jenseits der Sonne (DLR)
- 2006: Hartmut El Kurdi: Johnny Hübner greift ein (DLR)
- 2007: André Herzberg: Die wundersame Geschichte eines Ostrockers, erzählt von ihm selbst (DLF)
- 2008: Peter Wawerzinek: Café Komplott (DLF)
- 2008: Matthias Wittekindt: Die Seilbahn (SWR2 mit: Axel Wandtke, Astrid Meyerfeldt, Hilmar Eichhorn, Winnie Böwe, Otto Mellies u. a.)
- 2008: Frank Zauleck: Biribinki Brautprinzessin (DLR)
- 2009: Matthias Wittekindt: Die Frau im Netz (Kriminalhörspiel – DLR)
- 2009: Jörg Michael Koerbl: Kosemund (DLR)
- 2009: Erich Loest: Ratzel speist im 'Falco'  (MDR)
- 2010: Frank Zauleck: Amanda im Schrank (SWR)
- 2011: Ulrich Land: Rheinsberger Restlaufzeit (DLR)
- 2012: Christian Hussel: Die Rubine des Berbers (Hörspiel – DKultur)
- 2012: Holger Teschke: Eulenspiegel, der Seeräuber (Kinderhörspiel – DKultur)
- 2014: Christian Hussel: Tuber letalis (DKultur)
- 2014: Uli Müller: Der gelbe Sand von Lubmin (Feature – MDR)
- 2014: Maraike Wittbrodt: Wolfsmutter (Kinderhörspiel – DKultur)
- 2014: Levander Berg: Teufels Spielplatz (Hörspiel – DLF)
- 2014: Christian Hussel: Tuber letalis (Kriminalhörspiel – DKultur)
- 2015: Patrick H. Waldthaler: Die geheimen Isolierungslager der DDR (Feature – MDR)
- 2015: Susanne Sporrer und Klaus Heymach: Was will dieses Grau’n bedeuten? (Feature DLF) – Nominiert für den Prix Italia 2016
- 2015: Albert Wendt: Das tanzende Häuschen (Kinderhörspiel – DKultur)
- 2017: Lothar Trolle: Epitaph für Sally Epstein (Hörspiel – RBB)
- 2019: Eugen Ruge: Metropol, Lesung in 20 Folgen mit Ulrich Noethen und Ulrike Krumbiegel als Sprecherin (MDR/Argon-Verlag)